# Bassus lienhuachihensis
Bassus lienhuachihensis är en stekelart som beskrevs av Chou och Michael J. Sharkey 1989. Bassus lienhuachihensis ingår i släktet Bassus och familjen bracksteklar. Inga underarter finns listade.